# Gornje Nedeljice
Gornje Nedeljice (en serbe cyrillique : Горње Недељице) est un village de Serbie situé sur le territoire de la Ville de Loznica, district de Mačva. Au recensement de 2011, il comptait 707 habitants.

## Démographie

### Évolution historique de la population
| 1948 | 1953 | 1961 | 1971 | 1981 | 1991 | 2002 | 2011 |
| ---- | ---- | ---- | ---- | ---- | ---- | ---- | ---- |
| 840  | 942  | 872  | 816  | 811  | 811  | 699  | 707  |

|  |